# ヤロスラフ・スヴャトスラヴィチ
ヤロスラフ・スヴャトスラヴィチ（ロシア語: Ярослав Святославич、1070年代 - 1129年）は、キエフ大公スヴャトスラフ2世とオダ(ru)との間の長男である。ムーロム公：1097年 - 1123年、1127年 - 1129年。チェルニゴフ公：1123年 - 1127年。聖名はパンクラティー、また教会暦ではコンスタンチンと呼ばれる。

## 生涯
いくつかの史料によれば、ヤロスラフは母の出身地であるドイツで育ったとされる。年代記への最初の登場は、1096年、ルーシ諸公の内戦に関する記述の中においてである。ヤロスラフは反ウラジーミル・モノマフ派の、兄弟のオレグの陣営についていた。しかしヤロスラフ・オレグら兄弟はコロクシャ川の会戦(ru)で、モノマフの子のムスチスラフ、ヴャチェスラフ、ポロヴェツ族の軍に破れた。敗北の後ヤロスラフはムーロムへ逃れ、ムスチスラフらと和平条約を結んだ。
その後の1097年のリューベチ諸公会議によって、ヤロスラフら兄弟はチェルニゴフ公国領を世襲領地とすることが取り決められた。チェルニゴフ公国は3つの分領公国に分割され、兄弟のうちダヴィドがチェルニゴフを、オレグがノヴゴロド・セヴェルスキーを領有し、もっとも年少のヤロスラフは、遠方で価値の低いムーロム・リャザン（当時はリャザンもムーロム公国領の一部だった）を受領した。
1101年にポロヴェツ族と和平条約を締結、1103年3月4日にはモルドヴァ族に敗れた。
1123年に兄のダヴィドが死ぬまで、ヤロスラフはムーロム公国を統治し、兄の死後チェルニゴフへと移った。しかし1127年、甥のフセヴォロドによってチェルニゴフから追放された。このときキエフ大公位にあったモノマフの子のムスチスラフ（上記のムスチスラフ。キエフ大公ムスチスラフ1世）は、兄弟のペレヤスラヴリ公ヤロポルクと連携して、チェルニゴフをヤロスラフに返還するよう要求し始めた。これは、ムスチスラフら兄弟（ウラジーミル・モノマフの子）と、フセヴォロドら兄弟（オレグ・スヴャトスラヴィチ(ru)の子）とが対立していたためである。ムスチスラフの行動に対し、フセヴォロドはキエフの貴族（ボヤーレ）層を買収して対抗した。この膠着状況が冬まで続いたため、ヤロスラフはムーロムからキエフへ行き、ムスチスラフをせきたて、更なる援助を求めた。結局、ムスチスラフとフセヴォロドは和解し、ヤロスラフは再びムーロムへと派遣され、その地で没した。
ヤロスラフは1547年、マカリエフ聖堂(ru)において、息子たちとともに列聖された。「聖なるブラゴヴェルヌィー(ru)・クニャージ、ムーロムのヤロスラフ」としてキリスト教徒から崇拝されている。記憶日はユリウス暦5月21日（グレゴリオ暦6月3日）。

## 妻子
妻の名はイリーナであり、いくつかのイコンに描かれている。埋葬地はムーロムの生神女福音大聖堂である。子には以下の人物がいる。
- ユーリー - ムーロム公（1129年 - 1143年）
- スヴャトスラフ - リャザン公（1129年 - 1143年）、ムーロム公（1143年 - 1145年）。
- ロスチスラフ - プロンスク公（1129年 - 1143年）、リャザン公（1143年 - 1145年）、ムーロム公（1145年 - 1153年）。
- ミハイル
- フョードル